# Норт-Лоренс (Огайо)
Норт-Лоренс (англ. North Lawrence) — переписна місцевість (CDP) в США, в окрузі Старк штату Огайо. Населення — 212 особи (2020).

## Географія
Норт-Лоренс розташований за координатами 40°50′31″ пн. ш. 81°38′24″ зх. д. / 40.84194° пн. ш. 81.64000° зх. д. (40.841878, -81.639934).  За даними Бюро перепису населення США в 2010 році переписна місцевість мала площу 0,90 км², з яких 0,88 км² — суходіл та 0,03 км² — водойми.

## Демографія
Згідно з переписом 2010 року, у переписній місцевості мешкало 268 осіб у 93 домогосподарствах у складі 74 родин. Густота населення становила 296 осіб/км².  Було 111 помешкання (123/км²).
Расовий склад населення:
| - 98,9 % — білих |

До двох чи більше рас належало 0,7 %. Частка іспаномовних становила 0,0 % від усіх жителів.
За віковим діапазоном населення розподілялося таким чином: 27,2 % — особи молодші 18 років, 62,7 % — особи у віці 18—64 років, 10,1 % — особи у віці 65 років та старші. Медіана віку мешканця становила 38,6 року. На 100 осіб жіночої статі у переписній місцевості припадало 106,2 чоловіків;  на 100 жінок у віці від 18 років та старших — 95,0 чоловіків також старших 18 років.
Середній дохід на одне домашнє господарство  становив 57 920 доларів США (медіана — 57 614), а середній дохід на одну сім'ю — 68 663 долари (медіана — 58 636). За межею бідності перебувало 6,7 % осіб, у тому числі 0,0 % дітей у віці до 18 років та 0,0 % осіб у віці 65 років та старших.
Цивільне працевлаштоване населення становило 135 осіб. Основні галузі зайнятості: роздрібна торгівля — 31,1 %, освіта, охорона здоров'я та соціальна допомога — 20,0 %, будівництво — 19,3 %.